# Incendio della fabbrica di giocattoli Kader
L'incendio della fabbrica di giocattoli Kader del 10 maggio 1993 fu un incendio che colpì una fabbrica di giocattoli della Thailandia. È considerato il più grave incendio in uno stabilimento industriale, con un bilancio di 188 vittime e 469 feriti. La maggior parte delle vittime era composta da giovani operaie appartenenti a famiglie rurali. Vi furono più vittime che nel famoso incendio della fabbrica Triangle, ma nonostante la gravità dell'incidente la notizia non ebbe una vasta eco fuori dalla Thailandia. La fabbrica era proprietà del gruppo Charoen Pokphand, una multinazionale thailandese e una delle più grandi aziende asiatiche nel settore agroalimentare.

## Incendio
Lo stabilimento produceva peluche e bambole in plastica su licenza, destinati soprattutto all'esportazione verso gli Stati Uniti d'America e altri paesi sviluppati. I giocattoli erano prodotti per conto di Disney, Mattel e altre aziende. Lo stabilimento era situato in Phutthamonthon Sai 4 Road, nel distretto di Sam Phran della provincia di Nakhon Pathom. Le strutture distrutte nell'incendio era tutte di proprietà di Kader Industrial, che le gestiva direttamente. Kader Industrial a sua volta era una società di cui una quota era detenuta dal Gruppo Kader. Kader Industrial aveva due aziende sorelle che operavano nello stesso impianto sulla base di un contratto di locazione.
La fabbrica era stata progettata e costruita con bassi standard di sicurezza. Le uscite di sicurezza previste nel progetto non erano mai state realizzate e le porte esterne erano chiuse a chiave. La struttura dell'edificio prevedeva travi in acciaio non isolate, che con il calore dell'incendio persero rapidamente le loro proprietà strutturali e crollarono.
Verso le 16:00 del 10 maggio 1993, un piccolo incendio fu avvertito al primo piano dell'edificio a forma di E. Quest'ala dell'edificio era dedicata all'impacchettamento e all'immagazzinamento dei prodotti finiti e pertanto conteneva molto materiale infiammabile. Stoffa, plastica e il materiale usato per imbottire i peluche, oltre ad altro materiale industriale infiammabile furono trovati in tutti gli edifici dello stabilimento Kader. Agli operai dei piani superiori fu ordinato di continuare a lavorare, perché l'incendio era circoscritto. L'allarme antincendio dell'edificio non suonò. I piani superiori ospitavano il magazzino prodotti finiti, quindi l'incendio si sviluppò velocemente. Anche altri reparti erano pieni di materie prime che presero fuoco molto rapidamente.
Gli operai dell'edificio nel tentativo di evacuazione trovarono le uscite chiuse a chiave; le rampe di scale a causa dell'incendio crollarono sopra i lavoratori. Molti operai saltarono dal secondo, terzo e quarto piano dell'edificio per sfuggire alle fiamme, morendo o procurandosi gravi lesioni. Le guardie di sicurezza dell'impianto tentarono invano di contrastare l'incendio e alle 16:21 contattarono i vigili del fuoco.
Quando arrivarono verso le 16:40, i vigili del fuoco trovarono il primo edificio quasi sul punto di crollare. L'incendio si propagava in modo estremamente rapido per la presenza di grande quantità di materiale infiammabile e l'edificio crollò alle 17:14.
Gli allarmi antincendio degli altri due edifici suonarono e tutti gli operai che lavoravano in questi edifici riuscirono a evacuarli prima che gli edifici fossero raggiunti dalle fiamme. I vigili del fuoco riuscirono a domare le fiamme, impedendo il crollo di questi edifici.
Furono impiegati diversi giorni per recuperare i corpi senza vita delle vittime dalle macerie, nonostante l'uso di escavatori.

## Conseguenze
La maggior parte degli operai furono portati in ambulanza all'ospedale Sriwichai II, dove 20 di loro morirono. Nelle ricerche presso una scala crollata, furono trovati i corpi di molti altri operai, morti per inalazione di fumi tossici, ustioni o per schiacciamento e altre lesioni in seguito al crollo dell'edificio.
L'incendio suscitò in Thailandia un rinnovato interesse nelle misure di sicurezza, particolarmente per quanto riguarda le norme di costruzione degli edifici e le politiche di controllo. Il primo ministro Chuan Leekpai si recò sulla scena della tragedia la sera stessa e promise che il governo avrebbe emanato provvedimenti in materia antincendi. Secondo il Wall Street Journal, Leekpai invocò severi provvedimenti contro coloro che avevano violato le norme di sicurezza previste dalla legge. Il ministro dell'industria Sanan Kachornprasart dichiarò che alle fabbriche senza un sistema di prevenzione degli incendi sarebbe stato imposto di installarne uno, sotto pena di chiusura.
Nel 2012 il sito dello stabilimento è stato interessato da una trasformazione in quartiere residenziale.

## Nella cultura di massa
Il cantautore neozelandese Don McGlashan ha scritto una canzone su questa tragedia, intitolata Toy Factory Fire, parte del suo album Warm Hand del 2006. La canzone mostra il punto di vista di un cinico dirigente di un'industria di giocattoli newyorkese che in occasione del decimo anniversario dell'incendio guarda le fotografie del disastro. Incomincia con "Here's Bart Simpson with his arms all melted and twisted" ("Ecco Bart Simpson con le braccia sciolte e attorcigliate") e prosegue: "They said it was a death trap from a text book... Keeping them [the photos] hidden was the best work I ever did." ("Dicevano che era una trappola da manuale...Tenerle nascoste [le foto] è stato il miglior lavoro che abbia mai fatto").